# Edward Abramowski
Edward Józef Abramowski, también conocido bajo el nombre de L.A. Czajkoszki, (18 de agosto de 1868 - 21 de junio de 1918) fue un filósofo, psicólogo y anarquista polaco.

## Vida
Nació en Stefanin (actualmente Ucrania) el 18 de agosto de 1868. En 1885, durante sus estudios cursados en la Universidad de Cracovia, se unió a organizaciones estudiantiles socialistas. Dejó sus estudios de ciencias naturales en esa universidad para trasladarse a Ginebra, para dedicarse al estudio de las humanidades. Allí entró en conocimiento con socialistas exiliados y se convenció del papel destinado al movimiento obrero. En Ginebra conoció y estudió junto al psicólogo Edouard Claparède.
En 1892 publicó Principios del programa del Partido Socialista Obrero Polaco (PSOP), en el que abrazaba el socialismo científico y hacia un llamamiento de unidad internacionalista a los obreros polacos y rusos. A partir de 1897, escribió sus escritos más importantes en materia política, desarrollando su concepto de un "socialismo anti-estatista". Es considerado el fundador del movimiento cooperativista polaco, promoviendo asociaciones e iniciativas económicas de esta índole. Fundó una cooperativa agrícola de consumo llamada Spolem (Juntos). Así mismo, basada en las ideas de Abramowski, fue fundada en 1906 en Varsovia la Sociedad de Cooperativas, por el escritor Stefan Zeromski, el médico Rafal Radziwillowicz y el líder socialista Stanisław Wojciechowski.
Además de en ciencia política, Abramowski también destacó en el campo de la psicología experimental, mostrando un interés especial en el subconsciente. Esto le dio cierta notoriedad en el extranjero y fue nombrado para una cátedra de Psicología experimental en la Universidad de Varsovia, que ocupó hasta su muerte.
Muere el 21 de junio de 1918 en Varsovia. Sus obras completas en polaco en cuatro volúmenes se publicarán entre los años 1924 y 1928.

## Pensamiento
Aunque en sus inicios se consideró un marxista crítico, los postulados de Abramowski en materia social puede ser considerados como una respuesta a la visión objetivista y determinista del marxismo oficial de la II Internacional. Para Abramowski la relación entre la base y la superestructura era esencialmente la relación entre las necesidades humanas y sus capacidades. Estas eran vistas como "las dos ventanas a través de las que el alma individual se comunica con el mundo social". El desarrollo de la tecnología crea nuevas necesidades, y estas a su vez se objetivan en instituciones sociales que influencian el modo de producción. Este proceso no es algo meramente objetivo y externo determinado desde fuera. Es un proceso causal que opera en el interior mismo de la psique. Para Abramowski, por lo tanto, los cambios en la conciencia son última fuente de los cambios económicos. 
De acuerdo a las concepciones psicológicas de Abramowski, solo podrá haber una revolución si hay primero una 'revolución moral'. De este modo, consideraba el "socialismo burocrático" de los partidos socialdemócratas destinado al fracaso, pues consideraba que los cambios sociales dirigidos desde el gobierno son cortos y superficiales, pues no revolucionan la consciencia social. Entendía la libertad burguesa como un privilegio para las élites que coexiste con la explotación de la clase obrera. Para Abramowski la clave estaba en boicotear las instituciones estatales (parlamento, policía, jueces, etc) y crear instituciones independientes que hagan posible construir mecanismos sociales basados en la solidaridad y en el apoyo mutuo, haciendo hincapié en asociaciones económicas como los sindicatos y especialmente las cooperativas.

## Obras
- Las bases psicológicas de la sociología (1897)
- El materialismo histórico y el principio del fenómeno social (1898)
- Los problemas del socialismo (1899)
- Ética y revolución (1899)
- El socialismo y el Estado (1904)
- La república de los amigos
- Conspiración general contra el gobierno (1905)
- El cooperativismo como medio de emancipación de la clase obrera (1906)
- Ideas sociales del cooperativismo (1907)
- El análisis fisiológico de la percepción (1911)
- El subconsciente. Nuevas investigaciones experimentales (1914)